# 베른역
베른역(독일어: Bahnhof Bern)은 스위스 연방 도시인 베른시를 운행한다. 1858년과 1860년 사이에 점진적으로 개통되었으며, 그 이후로 여러 번 재건을 거쳤다. 올텐-베른 및 로잔-베른선(모두 독일어로 Mittellandlinie로 알려진 선을 형성)에 있으며, 뢰취베르크선의 끝 부분에 있다. 역은 스위스 연방 철도의 소유이다. 역을 오가는 기차 서비스는 스위스 연방 철도, 베른-뢰취베르크-심플론 철도 (BLS)와 미터궤 베른-졸로투른 지역교통(RBS)이 있다. 역에서 정차하는 열차에는 ICE 및 이탈리아행 국제 열차가 포함된다.
베른은 렝가세(Länggasse) 분기점에 있는 베른 대학교에서 가장 가까운 역이다. 역 꼭대기에 옥상 테라스가 있으며, 12번과 13번 플랫폼으로 지하철에서 엘리베이터로 접근하여 도시와 베른 알프스의 전망을 감상할 수 있다. 역에서 베른 공항까지 가는 방법은 일반적으로 철도를 통해 벨프역까지 이동한 다음 연결 버스를 이용하는 것이지만, 매일 첫 번째 버스와 마지막 버스가 베른역과 공항 사이를 직접 운행한다. 취리히의 취리히 공항에서 출발하는 스위스 연방 철도 서비스의 아메리칸 항공이 공동 운항하는 IATA 공항 코드 (ZDJ)가 있다.
1999년과 2003년 사이에 역이 개조되었고 부분적으로 재설계되었다. 현재 이곳에는 도시의 대부분의 다른 상점보다 더 오래 영업하는 쇼핑센터인 레일 시티(Rail City)가 있으며 대부분의 다른 상점이 문을 닫는 일요일과 공휴일에도 영업한다. 이것은 주와 베른시의 개점법이 연방 소유 부동산에는 적용되지 않기 때문에 가능하다. 역에는 12개의 트랙(번호 1-10 및 12-13)을 제공하는 6개의 표준궤 플랫폼과 4개의 트랙(번호 21-24)을 제공하는 2미터궤 RBS 플랫폼이 있다. 신기하게도 11번 승강장은 없지만, 10번 승강장과 12번 승강장 사이에 승강장이 없는 철로가 있다. 역은 많은 지역 버스, 트램과 트롤리 버스 노선(베른모빌에서 운영) 및 지역 버스 서비스(PostAuto에서 운영)와 환승을 할 수 있다.
승객 수가 급격히 증가할 것으로 예상되는 가운데 2010년대에는 주로 새로운 지하 지역에 중점을 둔 베른역의 주요 확장 및 개발 계획이 논의되었다. 스위스 연방 철도, 베른 졸로투른 지역(레기오날 베른-졸로투른) 및 베른시는 이 개발의 핵심 후원자이다. 2017년 6월 26일, 계획된 역 확장을 진행하기 위한 승인이 발행되었고, 다음 달에 건설 활동이 시작되었다. 리노베이션된 역은 2025년 말에 완공될 예정이었으나 2027년으로 연기되었다가 현재는 2029년으로 연기되었다.

## 역사
1848년 동안 스위스가 새로운 연방 정부 시스템으로 전환함에 따라 다른 여러 변화 기관과 함께 베른시가 국가의 새 수도로 선택되었다고 연방 평의회에서 선언했다. 이 결정의 결과, 베른은 그 직후에 건설 붐을 경험했다. 이 작업은 새로 찾은 지위에 따라 다양한 편의 시설과 지역 기반 시설을 제공하는 것을 목표로 수행되었다. 시작된 프로젝트 중에는 예상했던 대규모 지역, 지방 및 국제 교통량을 수용할 수 있도록 건설된 상당한 규모의 기차역이 있었다.
그 수명 동안 베른역은 스위스에서 두 번째로 큰 역이었다. 시간이 지남에 따라 베른역은 점진적으로 확장되고 새로운 서비스가 추가되었다. 현재, 그것은 도시의 S-반 네트워크의 중심 허브를 형성할 뿐만 아니라, 백만 명이 넘는 인구가 거주하는 지역을 커버하는 수도권 전역에 연결을 제공하는 지정학적 요지이다. 보고된 바에 따르면, 2030년까지 역을 이용하는 승객 수가 하루 260,000명에서 375,000명 사이로 증가할 것으로 예상하고 있다.

### 재개발
21세기 초반에 스위스 연방 철도, 지역 베른-졸로투른, 베른시로 구성된 팀은 확장되는 요금 지불 회원의 요구를 더 잘 충족시키기 위해 베른역을 더욱 발전시킬 목적으로 결성되었다. 공개. 이러한 목표에 따라 2010년대에는 증가하는 수요를 수용하기 위해 지하 및 옥외 공사 지원과 함께 새로운 지하철역 건설을 포함하는 역 확장 개념이 등장했다. 특히, 새로운 보행자 지하도가 제안되었는데, 이는 역승강장 간 환승시간을 단축시킬 것이라고 주장했다. 이 지하도는 단독으로 접근할 수 있을 뿐만아니라, 다양한 서비스와 소매점을 수용해야 한다. 이 지하도에는 부벤베르크 센터와 렝가세에 2개의 새로운 역 입구가 있으며, 전체 승객의 약 절반이 이 새로운 입구를 사용할 것으로 예상된다.
새로운 하부 역 구역은 기존 역의 6개 개별 선로 아래에서 운행될 총 4개의 선로를 수용할 계획이다. 기본적으로 한 쌍의 대형 지하 홀로 구성되며, 각 홀에는 12m 너비의 단일 중앙 플랫폼과 2개의 트랙이 제공된다. 이러한 플랫폼의 치수는 열차를 멈추는 과정에서 탑승 및 하차 과정을 가장 쉽게 할 수 있도록 정밀하게 제작되어야 한다. 플랫폼에 대한 보행자 접근은 에스컬레이터와 엘리베이터를 통해 이루어져야 하며, 이를 통해 본선 장거리 및 S-반 서비스가 계속 정차하거나, 도시 자체에 존재하는 기존 승강장으로 빠른 환승을 할 수 있도록 한다.
기존 역과 그 주변 지역에 대한 다양한 개조와 변경이 계획되어 있다. 아일구트에는 더 큰 지하 주차장과 기타 철도 시스템 및 비상 접근 경로를 설치하기 위한 지하공간이 건설될 예정이다. 역의 장식용 페론 천장이 복원되고, 다양한 선로 작업과 새로운 신호 상자 설치도 진행된다. 시설의 미학이 상당히 강조되었다. 이를 위해 브르커슈피탈 건물을 향한 메인 스테이션 홀의 남쪽 벽을 부분적으로 제거하여 홀 내에서 더 밝고 친근한 분위기를 조성할 계획이다.
2017년 6월 26일, 제안된 역 확장 건설에 대한 공식 승인이 이루어졌다. 다음 달, 현장에서 공사가 시작되었다. 이 시점에서 확장의 1단계 작업은 2025년 말까지 완료될 것으로 예상되지 않았다. 보도에 따르면 새로운 역 자체에는 6억 1400만 스위스 프랑(6억 4300만 달러)의 비용이 들 것으로 예상되며, 관련 공공 편의시설 확장에 3억 6000만 스위스 프랑(3억 7700만 달러)이 소요되고, 주변 교통 대책 지원 비용은 9300만 스위스 프랑(9700만 달러)이다. 재정은 연방 정부, 시와 주 당국에서 제공된다. 인프라 펀드를 통한 연방 정부, 베른시 및 주에서 자금 대부분을 충당할 것이다. 원래 제안된 대로 확장은 두 개의 개별 작업 단계에 걸쳐 수행되도록 설정된다. 첫 번째 단계는 새로운 지하철역과 보행자 지하도 건설을 포함한다. 정거장 측면에서 바깥쪽으로 발자국을 확장하는 작업은 2035년까지 완료될 것으로 예상되는 2단계에서 수행될 것이다.

## 운행편

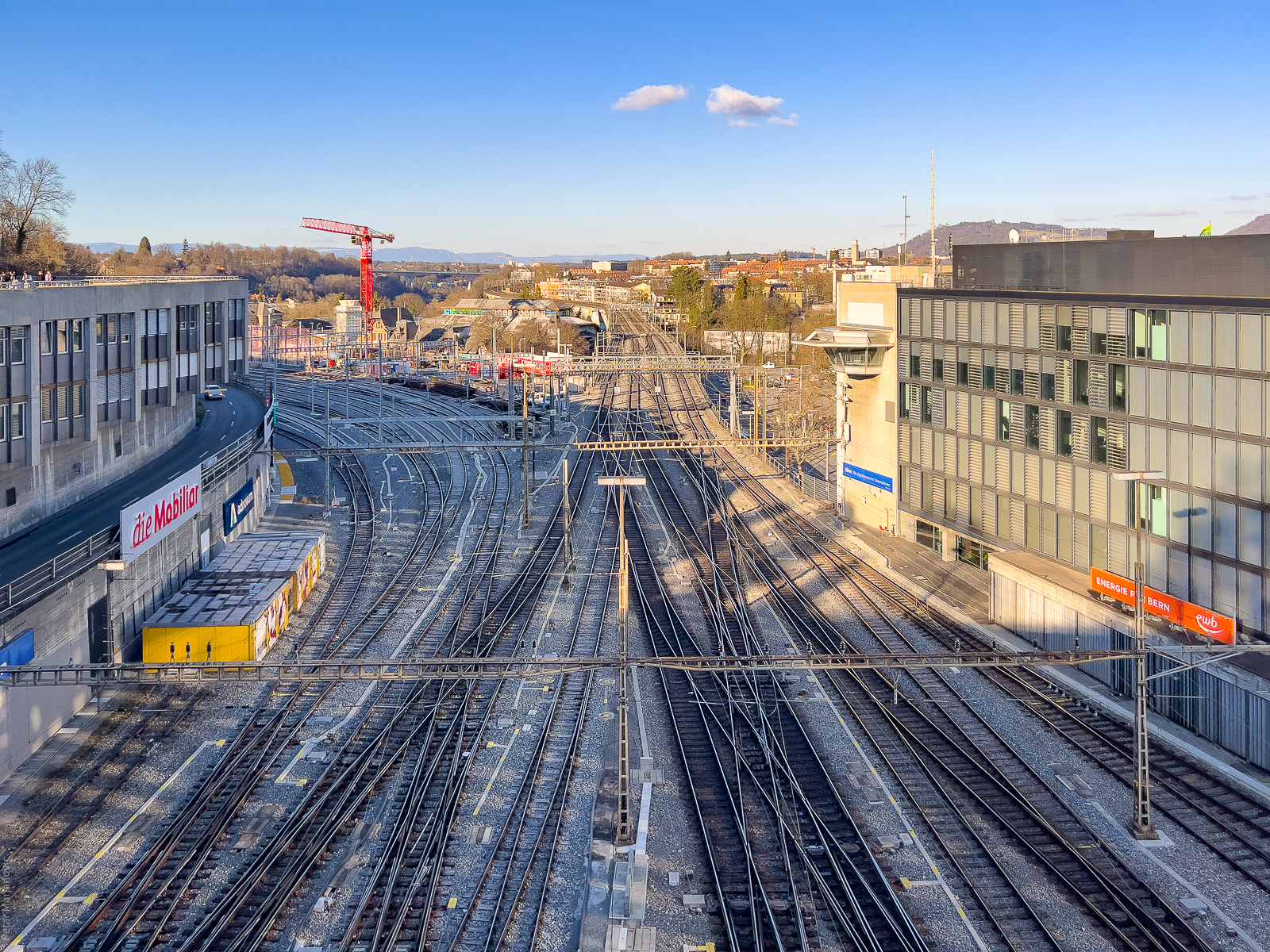
대부분의 장거리 열차는 북쪽 출구를 통과한다.

2020년 12월 시간표 변경에 따라 다음 서비스가 베른에서 정차한다.
- 유로시티 / 인터시티 / 인터시티 익스프레스 (ICE): 바젤 SBB와 슈피츠 사이를 30분 간격으로 운행한다. 대부분의 북행 열차는 바젤에서 종착한다. 단일 유로시티는 함부르크-알토나로 계속 연결되고 2개의 ICE는 베를린 동역으로 연결된다. 대부분의 남행 열차는 인터라켄 동까지 계속 운행한다. 매 2시간마다 한 대의 기차가 브리크까지 계속 운행된다. 세 개의 유로시티 열차가 브리크에서 밀라노 중앙역까지 계속된다.
- 인터시티:
  - 취리히 중앙역과 브리크 사이를 매시간 운행한다.
  - 제네바 공항과 장크트갈렌 사이를 매시간 운행한다.
- 인터레기오:
  - 올텐까지 시간당 3회, 취리히 중앙역까지 시간당 2회, 쿠어까지 한 시간에 한 대씩 운행된다.
  - 빌/비엔까지 30분 운행.
  - 제네바 공항과 루체른 사이를 매시간 운행한다.
  - 라쇼드퐁까지 매시간 운행.
- 레기오익스프레스 / 레기오 : 츠바이지멘 또는 브리크 / 도모도솔라까지 매시간 운행 ; 기차는 툰에서 갈라진다.
- 레기오익스프레스:
  - 졸로투른까지 30분 운행.
  - 뷜에 매시간 서비스 .
  - 루체른까지 매시간 운행.
- 베른 S-반 :
  - S1: 프리부르와 툰 사이 30분 간격 운행
  - S2: 플라마트와 랑나우.
  - S3: 빌/비엔과 벨프 사이를 30분 간격으로 운행한다.
  - S31: 빌/비엔과 벨프 간의 러시아워 서비스.
  - S4 / S44 : 툰과 부르크도르프, 부르크도르프에서 랑나우, 졸로투른 또는 주미스발트-그뤼넨.
  - S5 : 뇌샤텔, 무르텐/모라 또는 파예른까지 심야 서비스.
  - S51 : 베른 브뤼넨 서.
  - S52: 케르체르스에 시간별 서비스; 저녁 기차는 케르처에서 인스.
  - S6: 슈바르첸부르크까지 30분 간격 운행.
  - S7: 붜브 도르프까지 15분 간격 운행.
  - S8: 예겐스토르프까지 15분 간격 운행.
  - S9: 운터촐리코펜까지 15분 간격 운행.

## 같이 보기
- 스위스의 철도